# Sosirea maghiarilor
Sosirea maghiarilor (maghiară A magyarok bejövetele, cunoscută și sub numele de Panorama lui Feszty sau Ciclorama lui Feszty, maghiară Feszty-körkép) este o cicloramă – pictură panoramică circulară realizată de pictorul maghiar Árpád Feszty și asistenții săi, ilustrând începutul cuceririi maghiare a Bazinului Carpatic în anul 895.
Pictura a fost terminată în anul 1894 cu scopul aniversării a 1000 de ani de la evenimentul istoric. De la aniversarea a 1100 de ani de la eveniment în 1995, pictura a fost expusă în Parcul Național de Patrimoniu din Ópusztaszer, Ungaria.

## Ciclorama
Pictura are o înălțime de aproape 15 metri și o lungime de aproximativ 120 de metri.

## Istoric

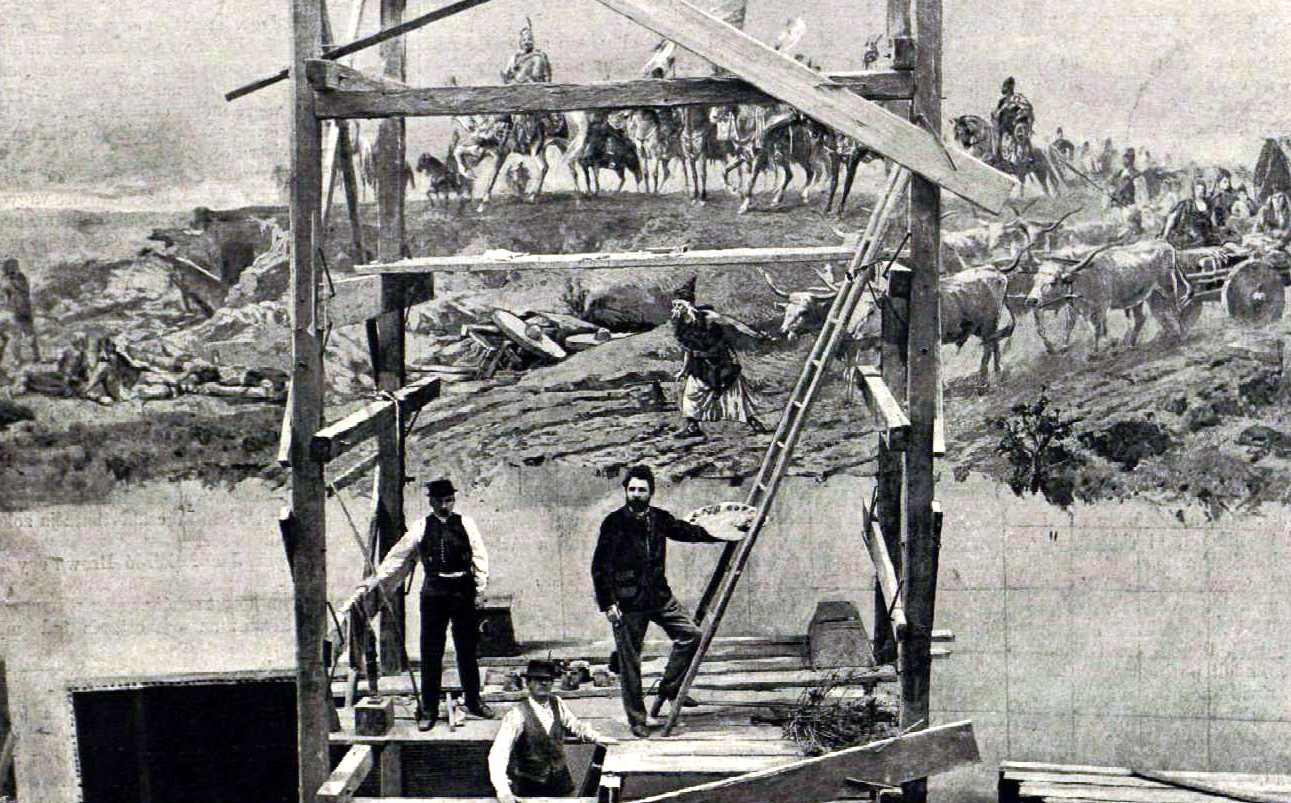
Feszty Árpád în timpul lucrului

În 1891, Árpád Feszty a văzut o pictură panoramică realizată de către Detaille și Neuville din Paris. La început, ideea lui era să picteze inundațiile biblice într-o manieră similară, dar, după sfatul socrului său, faimosul scriitor maghiar Mór Jókai, a decis să pictze scena sosirii maghiarilor.

## Detalii

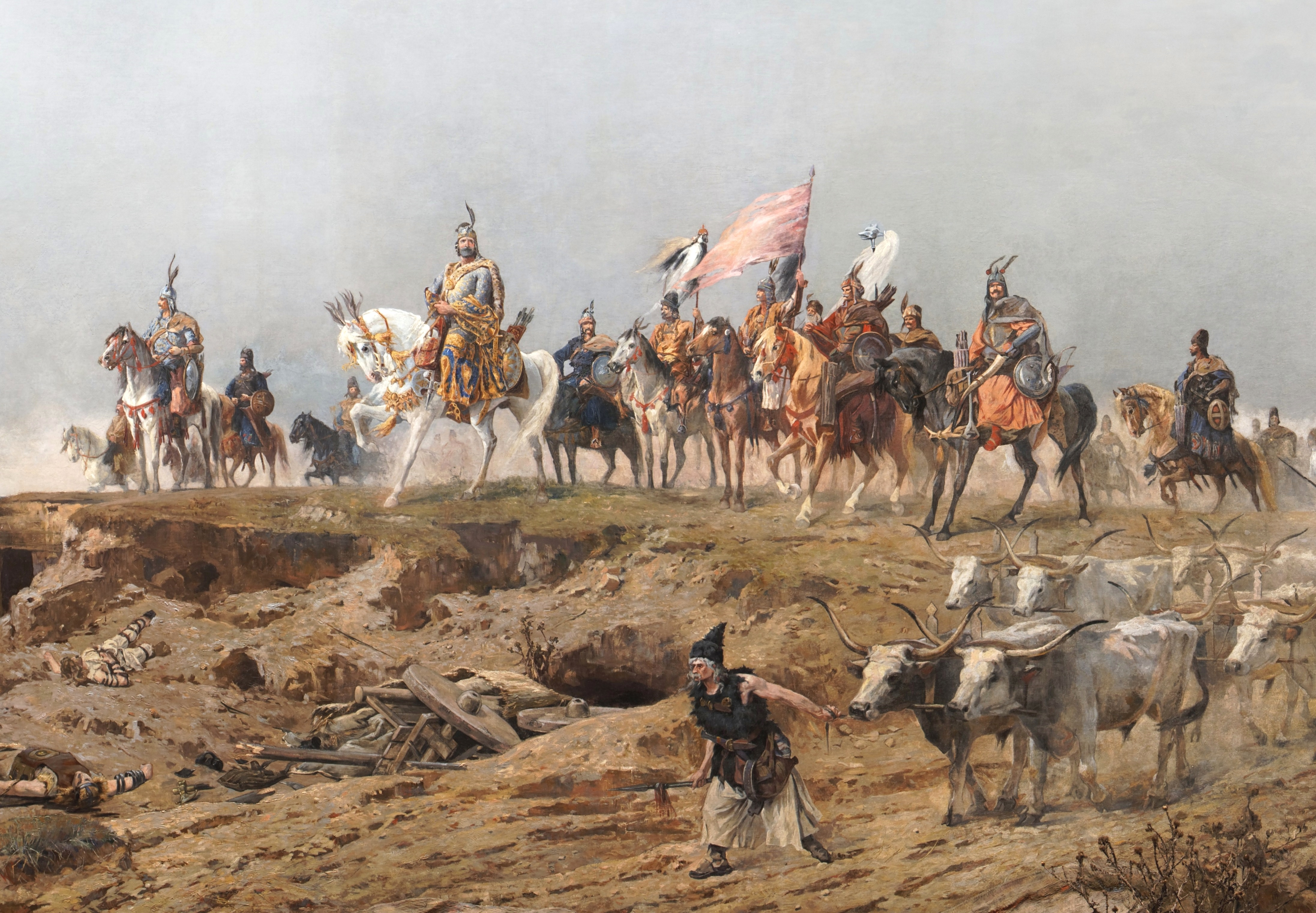
Arpad și suita lui
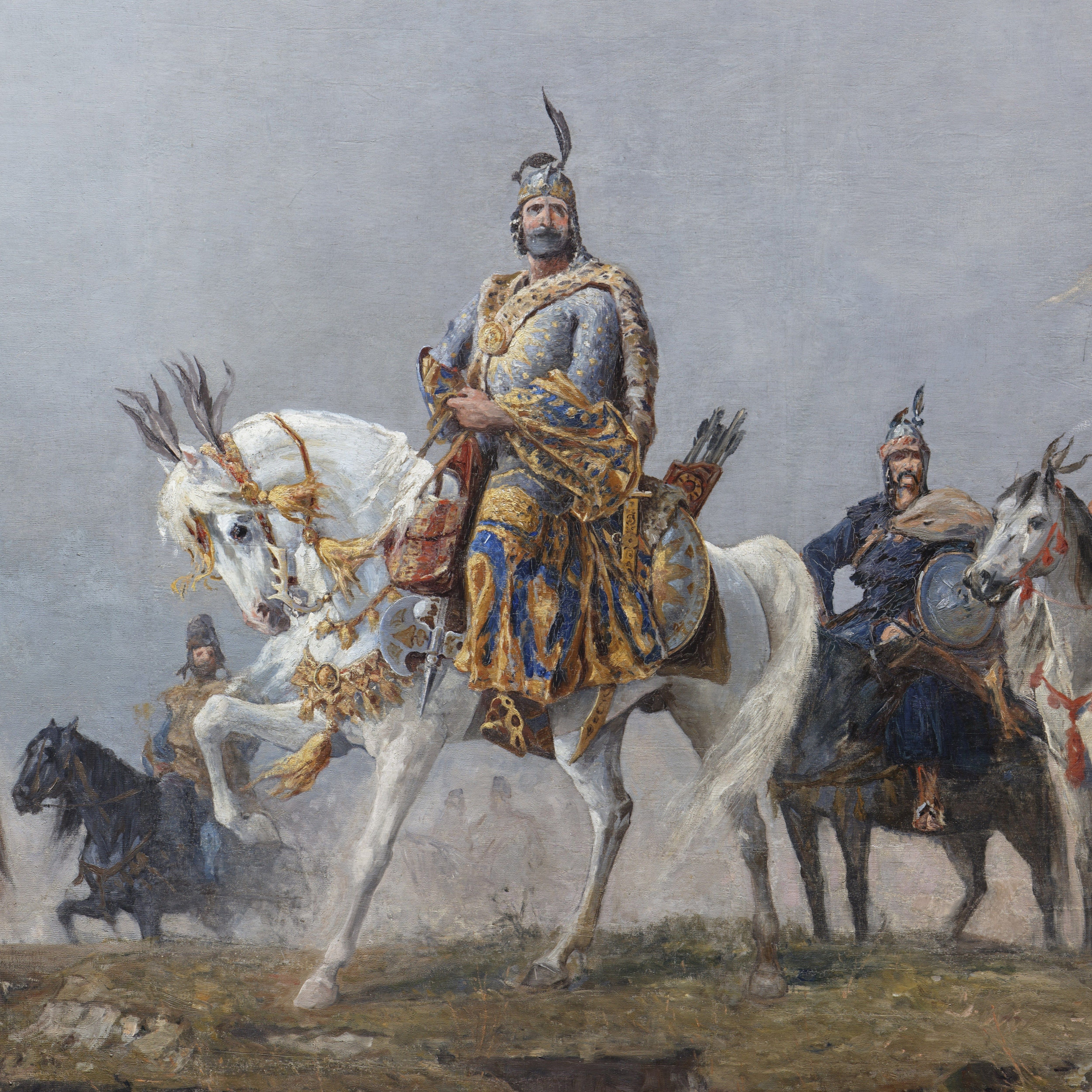
Arpad
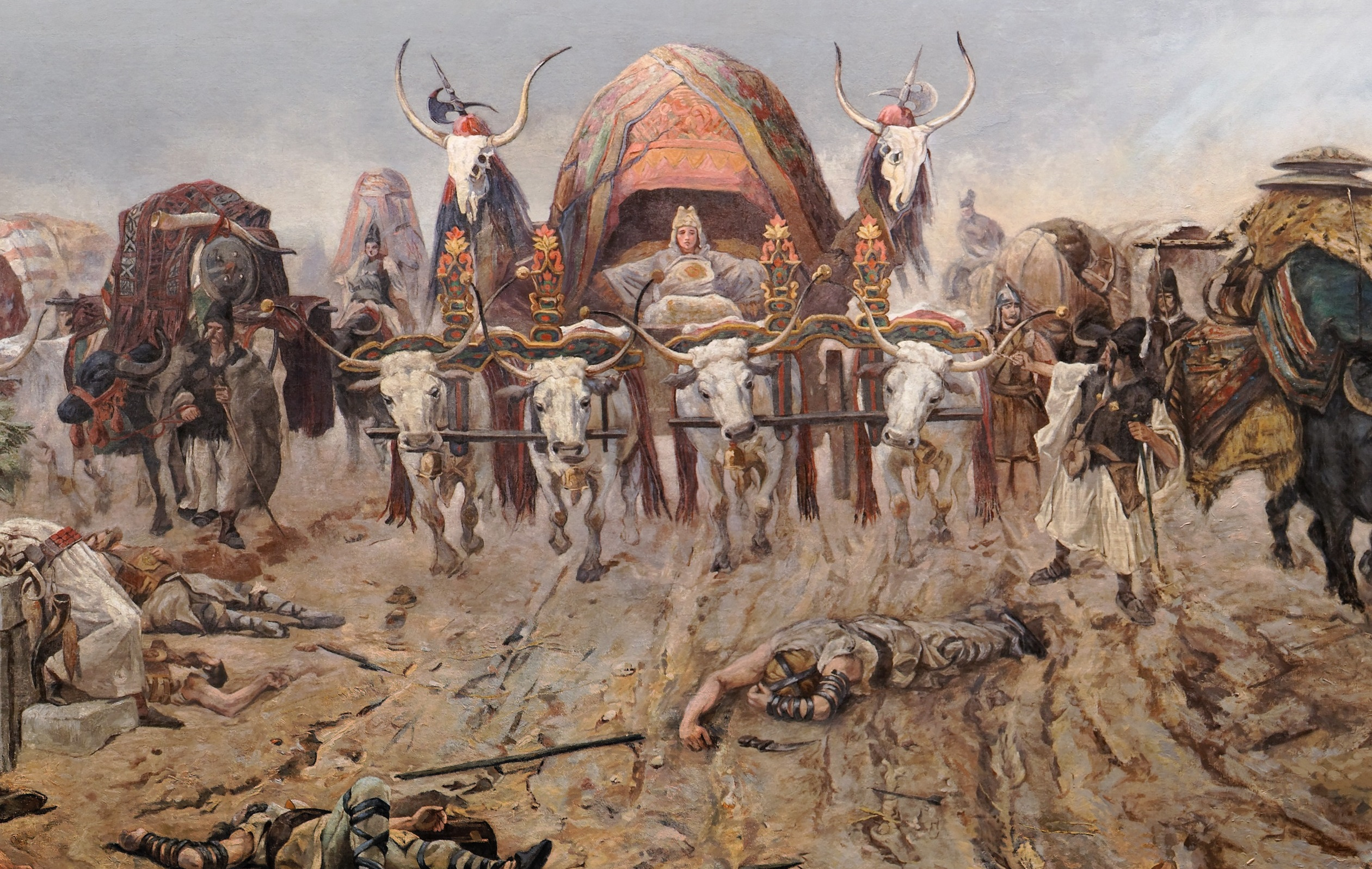
Soția lui Arpad în car
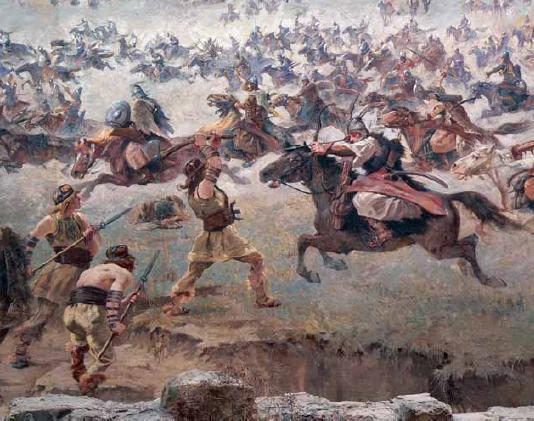
Războinici
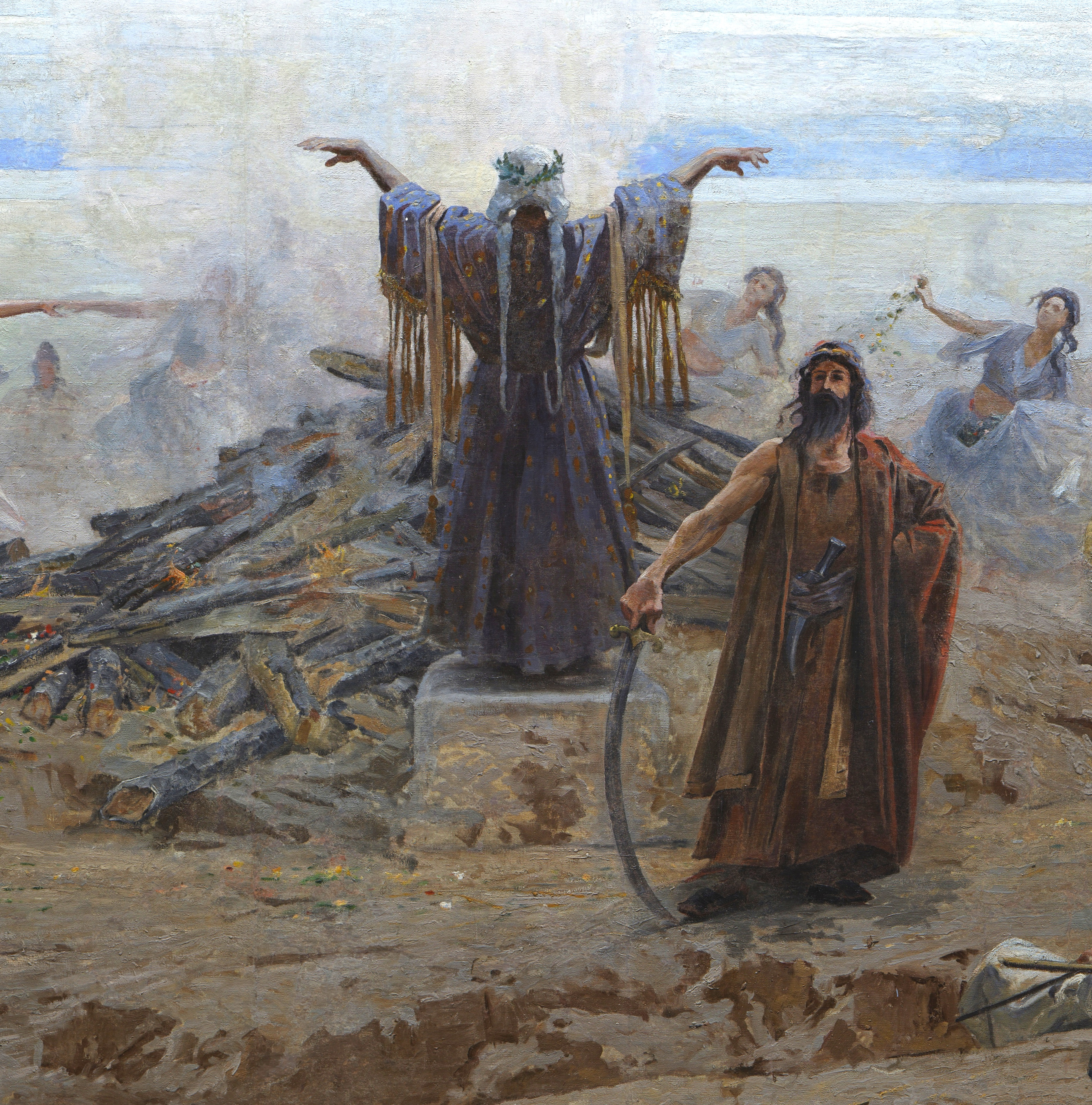
Ritual păgân